# 蒂姆·希伊 (冰球运动员)
蒂姆·希伊（英語：Tim Sheehy，1948年9月3日—），美国男子冰球运动员，场上位置是前锋。他曾代表美国国家队参加1972年冬季奥林匹克运动会冰球比赛，获得一枚银牌。